# Ornithidium
Ornithidium là một chi thực vật có hoa trong họ Lan.